# Kurt Hiller
Kurt Hiller (ur. 17 sierpnia 1885 r. w Berlinie, zm. 1 października 1972 r. w Hamburgu) – niemiecki eseista żydowskiego pochodzenia, wpływowa postać niemieckiego ruchu na rzecz zniesienia paragrafu 175.

## Życiorys
Od 1929 roku przewodniczący Komitetu Naukowo-Humanitarnego.
Po aresztowaniu przez Gestapo w 1933 r. spędził dziewięć miesięcy w więzieniach i obozie koncentracyjnym w Oranienburgu. Zwolniony w sierpniu tego samego roku.
W 1934 roku emigrował do Pragi, następnie do Londynu w 1938 r. W 1955 r. wrócił do Niemiec, gdzie mieszkał i pisał w Hamburgu aż do swojej śmierci.
W 1962 roku podjął się nieudanej próby powojennej reaktywacji Komitetu Naukowo-Humanitarnego.